# École supérieure de chimie, physique, électronique de Lyon
École supérieure de chimie, physique, électronique de Lyon (CPE Lyon) je velká francouzská škola a inženýrská škola. Univerzita se nachází v kampusu La Doua - LyonTech, ve shluku vědeckých a technologických univerzit a Grandes Écoles. La Doua se nachází ve Villeurbanne, na předměstí Lyonu.
Škola byla založena v roce 1883.

## Slavní učitelé
- Victor Grignard, francouzský chemik, nositel Nobelovy ceny za chemii

## Slavní studenti a absolventi
- Yves Chauvin, francouzský chemik[3]